# Pouydraguin
Pouydraguin (Poidraguin en gascon) est une commune française située dans l'ouest du département du Gers, en région Occitanie. Sur le plan historique et culturel, la commune est dans le pays de Rivière-Basse, un territoire qui s’allonge dans la moyenne vallée de l’Adour, à l’endroit où le fleuve marque un coude entre Bigorre et Gers.
Exposée à un climat océanique altéré, elle est drainée par la Midouze et par divers autres petits cours d'eau.
Pouydraguin est une commune rurale qui compte 123 habitants en 2022, après avoir connu un pic de population de 460 habitants en 1821. Ses habitants sont appelés les Pouydraguinois et Pouydraguinoises.

## Géographie

### Localisation
C'est une commune rurale à vocation viticole et de polyculture mais aussi de tourisme. Le village est perché sur une colline surplombant le Midour avec de beaux points de vue sur les vallées de l'Arros et de l'Adour.

### Communes limitrophes
Les communes limitrophes sont  Aignan, Bouzon-Gellenave, Lasserrade, Loussous-Débat, Tasque et Termes-d'Armagnac.
|                   | Bouzon-Gellenave | Aignan         |
| Termes-d'Armagnac | Pouydraguin      | Loussous-Débat |
| Tasque            |                  | Lasserrade     |

### Géologie et relief
Pouydraguin se situe en zone de sismicité 2 (sismicité faible).

### Hydrographie

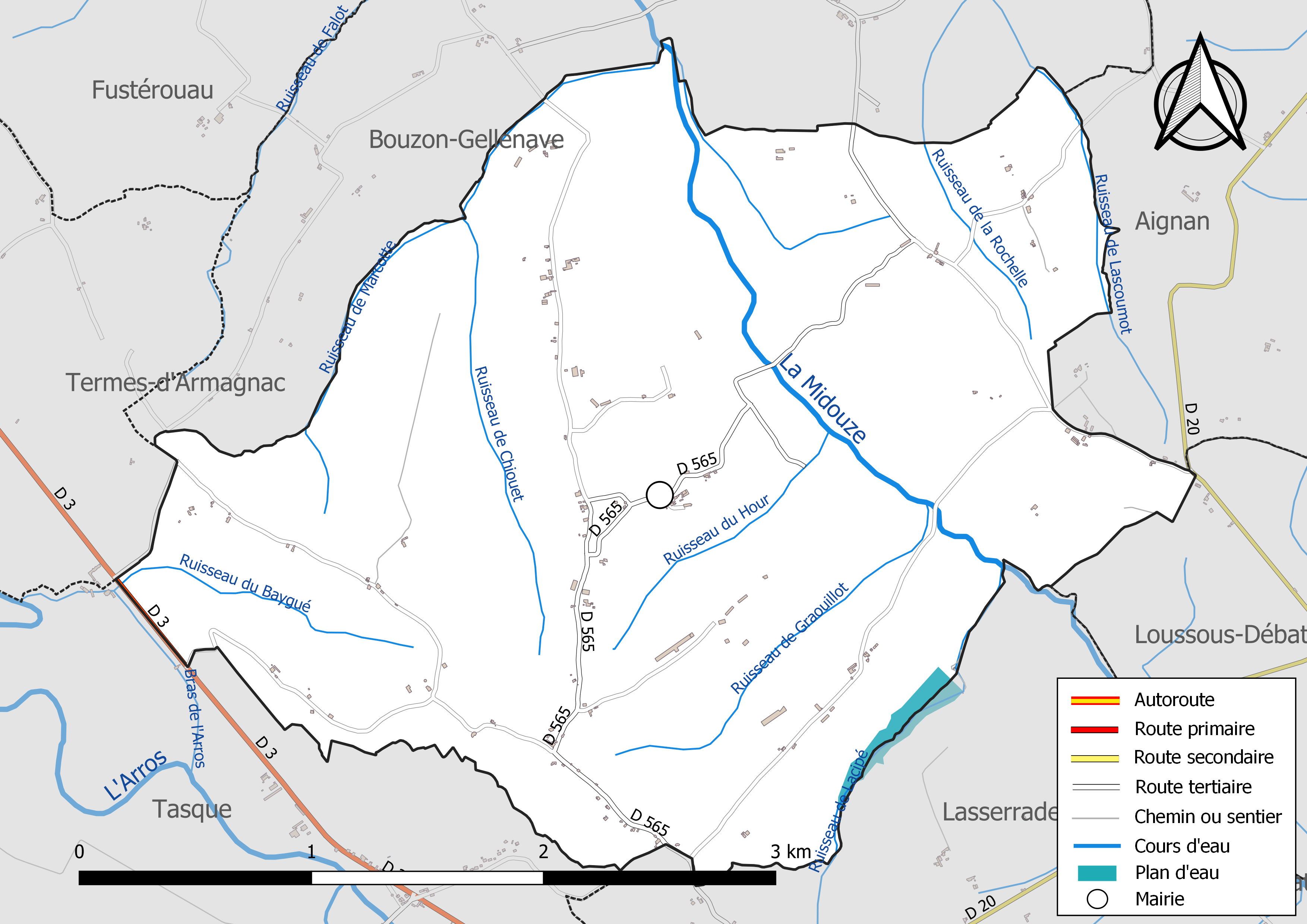
Réseaux hydrographique et routier de Pouydraguin.

La commune est dans le bassin de l'Adour, au sein du bassin hydrographique Adour-Garonne. Elle est drainée par la Midouze, le ruisseau de Chiouet, le ruisseau de Graouillot, le ruisseau de Lacipé, le ruisseau de la Rochelle, le ruisseau de Lascoumot, le ruisseau de Marcotte, le ruisseau du Baygué, le ruisseau du Hour et par un petit cours d'eau, qui constituent un réseau hydrographique de 15 km de longueur totale,.
La Midouze, d'une longueur totale de 151,5 km, prend sa source dans la commune d'Armous-et-Cau et s'écoule du sud-est vers le nord-ouest puis vers l'ouest. Elle traverse la commune et se jette dans l'Adour à Vicq-d'Auribat, après avoir traversé 46 communes.

### Climat
Pour des articles plus généraux, voir Climat de l'Occitanie et Climat du Gers.
En 2010, le climat de la commune est de type climat océanique altéré, selon une étude s'appuyant sur une série de données couvrant la période 1971-2000. En 2020, Météo-France publie une typologie des climats de la France métropolitaine dans laquelle la commune est toujours exposée à un climat océanique altéré et est dans la région climatique Aquitaine, Gascogne, caractérisée par une pluviométrie abondante au printemps, modérée en automne, un faible ensoleillement au printemps, un été chaud (19,5 °C), des vents faibles, des brouillards fréquents en automne et en hiver et des orages fréquents en été (15 à 20 jours).
Pour la période 1971-2000, la température annuelle moyenne est de 13,4 °C, avec une amplitude thermique annuelle de 14,9 °C. Le cumul annuel moyen de précipitations est de 930 mm, avec 11 jours de précipitations en janvier et 6,8 jours en juillet. Pour la période 1991-2020, la température moyenne annuelle observée sur la station météorologique la plus proche, située sur la commune de Lupiac à 12 km à vol d'oiseau, est de 13,8 °C et le cumul annuel moyen de précipitations est de 879,7 mm,. Pour l'avenir, les paramètres climatiques de la commune estimés pour 2050 selon différents scénarios d'émission de gaz à effet de serre sont consultables sur un site dédié publié par Météo-France en novembre 2022.

### Milieux naturels et biodiversité
Aucun espace naturel présentant un intérêt patrimonial n'est recensé sur la commune dans l'inventaire national du patrimoine naturel,,.

## Urbanisme

### Typologie
Au 1er janvier 2024, Pouydraguin est catégorisée commune rurale à habitat très dispersé, selon la nouvelle grille communale de densité à sept niveaux définie par l'Insee en 2022.
Elle est située hors unité urbaine et hors attraction des villes,.

### Occupation des sols
L'occupation des sols de la commune, telle qu'elle ressort de la base de données européenne d’occupation biophysique des sols Corine Land Cover (CLC), est marquée par l'importance des territoires agricoles (90,4 % en 2018), une proportion sensiblement équivalente à celle de 1990 (90,2 %). La répartition détaillée en 2018 est la suivante : 
zones agricoles hétérogènes (45,7 %), terres arables (23,8 %), prairies (20,9 %), forêts (9,6 %). L'évolution de l’occupation des sols de la commune et de ses infrastructures peut être observée sur les différentes représentations cartographiques du territoire : la carte de Cassini (XVIIIe siècle), la carte d'état-major (1820-1866) et les cartes ou photos aériennes de l'IGN pour la période actuelle (1950 à aujourd'hui).

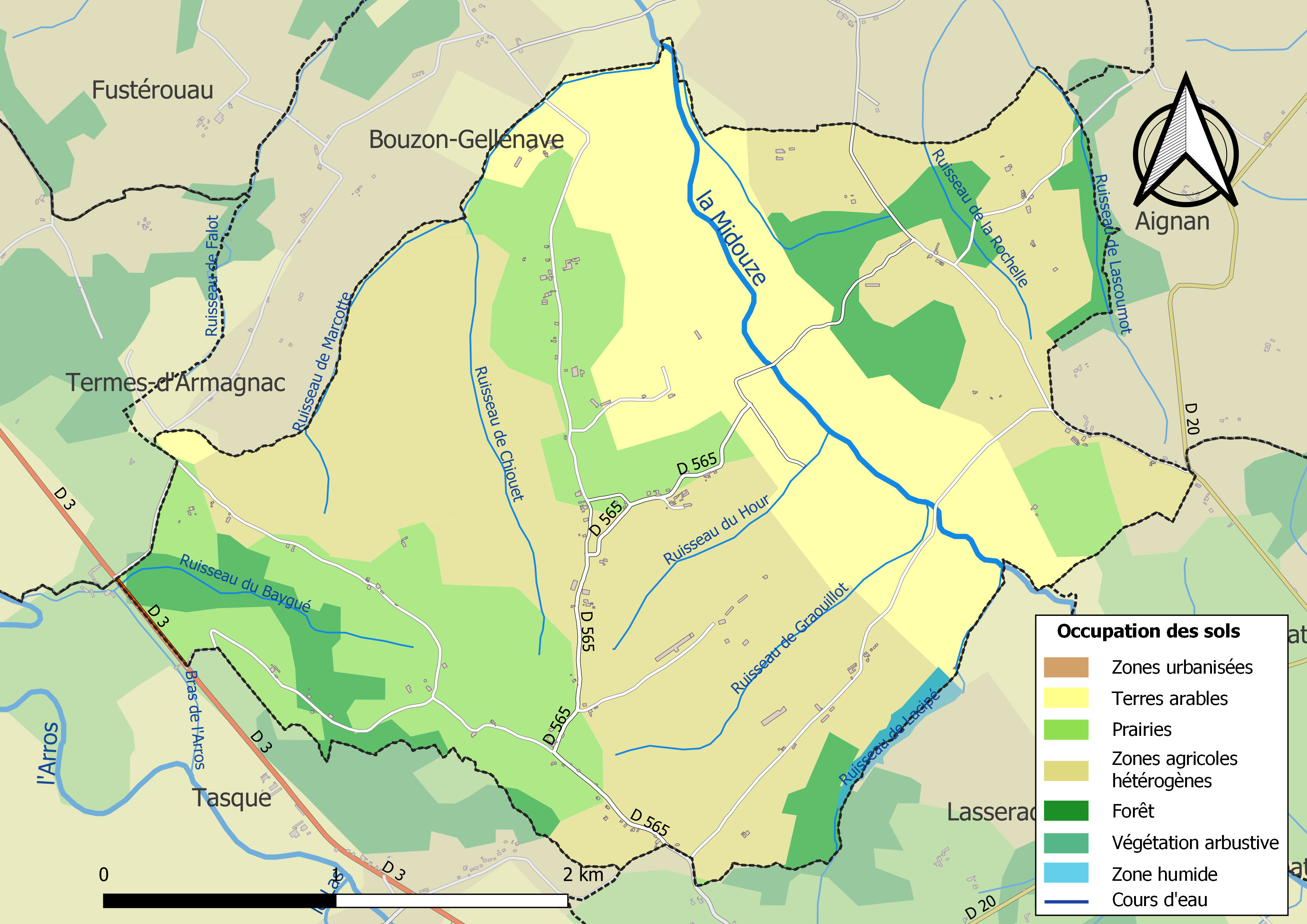
Carte des infrastructures et de l'occupation des sols de la commune en 2018 (CLC).

### Risques majeurs
Le territoire de la commune de Pouydraguin est vulnérable à différents aléas naturels : météorologiques (tempête, orage, neige, grand froid, canicule ou sécheresse) et séisme (sismicité faible). Un site publié par le BRGM permet d'évaluer simplement et rapidement les risques d'un bien localisé soit par son adresse soit par le numéro de sa parcelle.

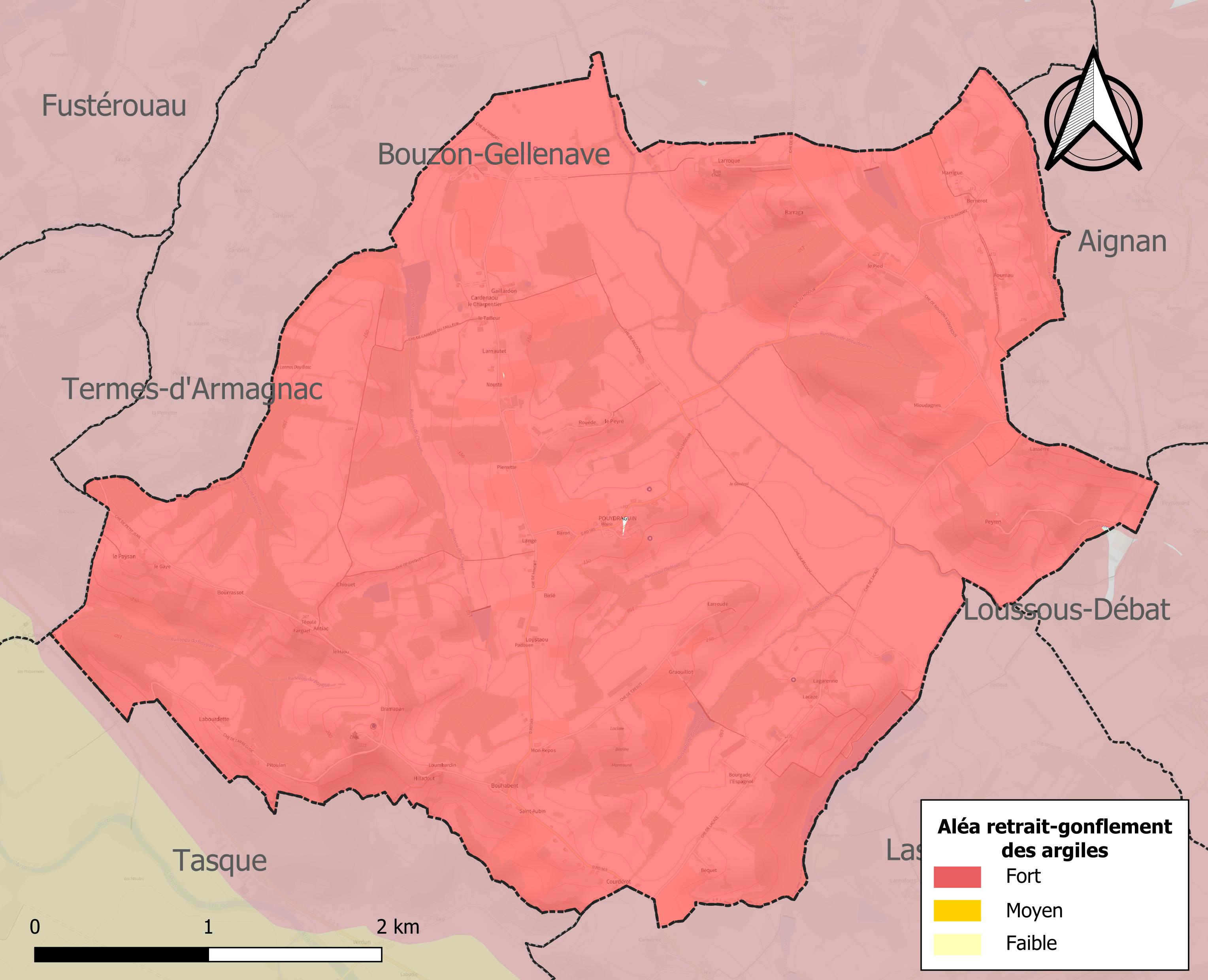
Carte des zones d'aléa retrait-gonflement des sols argileux de Pouydraguin.

Le retrait-gonflement des sols argileux est susceptible d'engendrer des dommages importants aux bâtiments en cas d’alternance de périodes de sécheresse et de pluie. La totalité de la commune est en aléa moyen ou fort (94,5 % au niveau départemental et 48,5 % au niveau national). Sur les 78 bâtiments dénombrés sur la commune en 2019, 78 sont en aléa moyen ou fort, soit 100 %, à comparer aux 93 % au niveau départemental et 54 % au niveau national. Une cartographie de l'exposition du territoire national au retrait gonflement des sols argileux est disponible sur le site du BRGM,.
Par ailleurs, afin de mieux appréhender le risque d’affaissement de terrain, l'inventaire national des cavités souterraines permet de localiser celles situées sur la commune.
La commune a été reconnue en état de catastrophe naturelle au titre des dommages causés par les inondations et coulées de boue survenues en 1983, 1999 et 2009. Concernant les mouvements de terrains, la commune a été reconnue en état de catastrophe naturelle au titre des dommages causés par la sécheresse en 1989, 1993 et 2017 et par des mouvements de terrain en 1999.

## Politique et administration

### Liste des maires

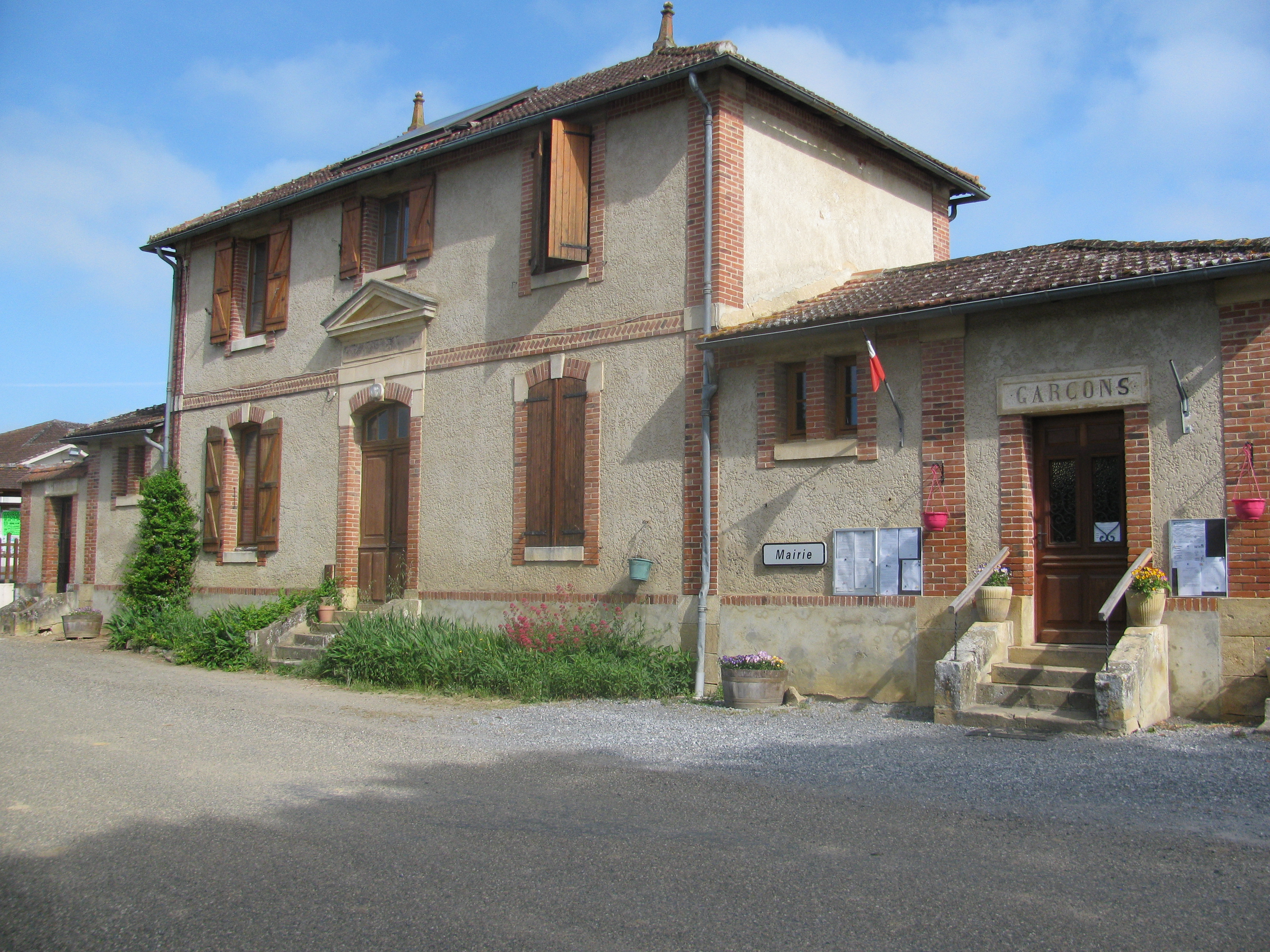
Mairie de Pouydraguin.

| Période   | Période  | Identité                | Étiquette | Qualité     |
| --------- | -------- | ----------------------- | --------- | ----------- |
| 1790      | 1792     | Jacques Dufour          |           |             |
| 1792      | 1795     | Dominique Dubédat       |           |             |
| 1795      | 1797     | Basille Deramounou      |           |             |
| 1797      | 1800     | Jean Pierre Daurensan   |           |             |
| 1800      | 1809     | Bernard Daurensan       |           |             |
| 1809      | 1812     | Basille Deramounou      |           |             |
| 1812      | 1824     | Orens Darmau-larregude  |           |             |
| 1824      | 1831     | Jean Baptiste Darmau    |           |             |
| 1831      | 1832     | Antoine Cantan          |           |             |
| 1832      | 1835     | Jean Cantan             |           |             |
| 1835      | 1837     | François Rigade         |           |             |
| 1837      | 1848     | Antoine Cantan          |           |             |
| 1848      | 1865     | Jean Baptiste Seris     |           |             |
| 1865      | 1871     | Jean Marie Dulin        |           |             |
| 1871      | 1881     | Jean Marc Dulin         |           |             |
| 1881      | 1895     | Olivier Seris           |           |             |
| 1895      | 1912     | Justin Carchet          |           |             |
| 1912      | 1913     | Charles Guillot         |           |             |
| 1913      | 1915     | Henri Saint Julien (de) |           |             |
| 1915      | 1919     | Paul Dulin              |           |             |
| 1919      | 1929     | Henri Saint Julien (de) |           |             |
| 1929      | 1935     | Gabriel Battanchon      |           |             |
| 1935      | 1947     | Camille Duprat          |           |             |
| mars 1947 | 1977     | Henri Dulin             |           |             |
| mars 1977 | 1995     | Francis Lebranchu       |           |             |
| juin 1995 | 2008     | Raymond Dulin           |           |             |
| mars 2008 | 2020     | Gérard Fitan            | PCF       | Agriculteur |
| 2020      | En cours | Bertrand Priouzeau      |           |             |

## Démographie
L'évolution du nombre d'habitants est connue à travers les recensements de la population effectués dans la commune depuis 1793. Pour les communes de moins de 10 000 habitants, une enquête de recensement portant sur toute la population est réalisée tous les cinq ans, les populations de référence des années intermédiaires étant quant à elles estimées par interpolation ou extrapolation. Pour la commune, le premier recensement exhaustif entrant dans le cadre du nouveau dispositif a été réalisé en 2007.

En 2022, la commune comptait 123 habitants, en évolution de −10,22 % par rapport à 2016 (Gers : +1,04 %, France hors Mayotte : +2,11 %).
| 1793 | 1800 | 1806 | 1821 | 1831 | 1841 | 1846 | 1851 | 1856 |
| ---- | ---- | ---- | ---- | ---- | ---- | ---- | ---- | ---- |
| 442  | 371  | 426  | 460  | 433  | 447  | 426  | 383  | 417  |

| 1861 | 1866 | 1872 | 1876 | 1881 | 1886 | 1891 | 1896 | 1901 |
| ---- | ---- | ---- | ---- | ---- | ---- | ---- | ---- | ---- |
| 409  | 365  | 351  | 335  | 332  | 318  | 313  | 290  | 275  |

| 1906 | 1911 | 1921 | 1926 | 1931 | 1936 | 1946 | 1954 | 1962 |
| ---- | ---- | ---- | ---- | ---- | ---- | ---- | ---- | ---- |
| 253  | 258  | 232  | 233  | 220  | 214  | 187  | 192  | 176  |

| 1968 | 1975 | 1982 | 1990 | 1999 | 2006 | 2007 | 2012 | 2017 |
| ---- | ---- | ---- | ---- | ---- | ---- | ---- | ---- | ---- |
| 162  | 138  | 137  | 137  | 136  | 142  | 143  | 150  | 131  |

| 2022 | - | - | - | - | - | - | - | - |
| ---- | - | - | - | - | - | - | - | - |
| 123  | - | - | - | - | - | - | - | - |

## Économie

### Emploi
|                | 2008  | 2013  | 2018  |
| -------------- | ----- | ----- | ----- |
| Commune        | 8,6 % | 8,2 % | 9,5 % |
| Département    | 6,1 % | 7,5 % | 8,2 % |
| France entière | 8,3 % | 10 %  | 10 %  |

En 2018, la population âgée de 15 à 64 ans s'élève à 74 personnes, parmi lesquelles on compte 78,4 % d'actifs (68,9 % ayant un emploi et 9,5 % de chômeurs) et 21,6 % d'inactifs,. En  2018, le taux de chômage communal (au sens du recensement) des 15-64 ans est supérieur à celui du département, mais inférieur à celui de la France, alors qu'il était supérieur à celui de la France en 2008.
La commune est hors attraction des villes,. Elle compte 27 emplois en 2018, contre 26 en 2013 et 25 en 2008. Le nombre d'actifs ayant un emploi résidant dans la commune est de 51, soit un indicateur de concentration d'emploi de 52,8 % et un taux d'activité parmi les 15 ans ou plus de 52,7 %.
Sur ces 51 actifs de 15 ans ou plus ayant un emploi, 20 travaillent dans la commune, soit 39 % des habitants. Pour se rendre au travail, 78,4 % des habitants utilisent un véhicule personnel ou de fonction à quatre roues, 7,9 % s'y rendent en deux-roues, à vélo ou à pied et 13,7 % n'ont pas besoin de transport (travail au domicile).

### Activités hors agriculture
8 établissements sont implantés  à Pouydraguin au 31 décembre 2019.
Le secteur des autres activités de services est prépondérant sur la commune puisqu'il représente 25 % du nombre total d'établissements de la commune (2 sur les 8 entreprises implantées  à Pouydraguin), contre 8,3 % au niveau départemental.

### Agriculture
La commune est dans la Rivière Basse, une petite région agricole occupant une partie ouest du département du Gers. En 2020, l'orientation technico-économique de l'agriculture  sur la commune est la combinaisons de granivores (porcins, volailles).
|               | 1988 | 2000 | 2010 | 2020 |
| ------------- | ---- | ---- | ---- | ---- |
| Exploitations | 20   | 13   | 9    | 12   |
| SAU (ha)      | 649  | 654  | 663  | 877  |

Le nombre d'exploitations agricoles en activité et ayant leur siège dans la commune est passé de 20 lors du recensement agricole de 1988  à 13 en 2000 puis à 9 en 2010 et enfin à 12 en 2020, soit une baisse de 40 % en 32 ans. Le même mouvement est observé à l'échelle du département qui a perdu pendant cette période 51 % de ses exploitations,. La surface agricole utilisée sur la commune a quant à elle augmenté, passant de 649 ha en 1988 à 877 ha en 2020. Parallèlement la surface agricole utilisée moyenne par exploitation a augmenté, passant de 32 à 73 ha.

## Culture locale et patrimoine

### Lieux et monuments

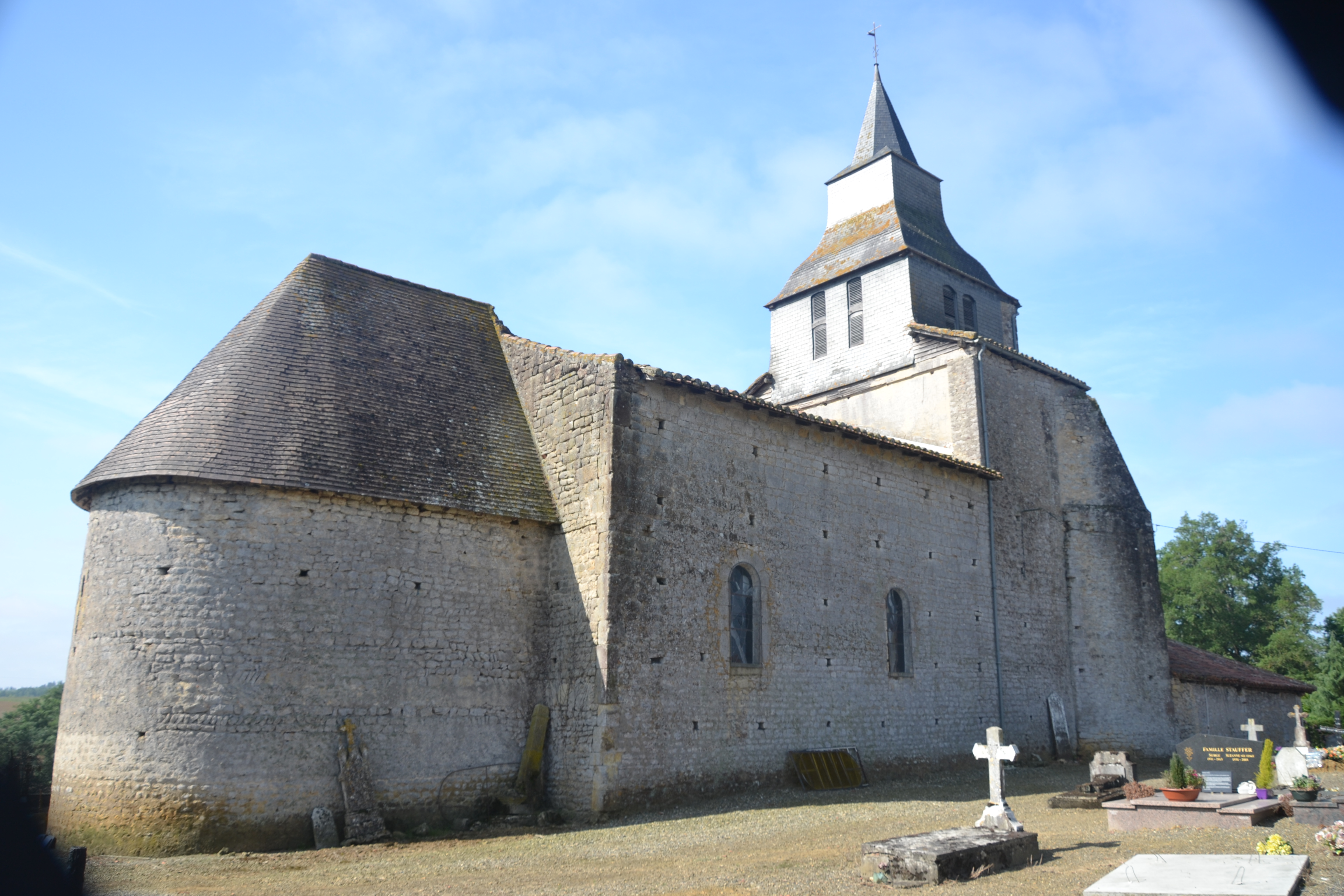
Église de Pouydraguin, vue du cimetière

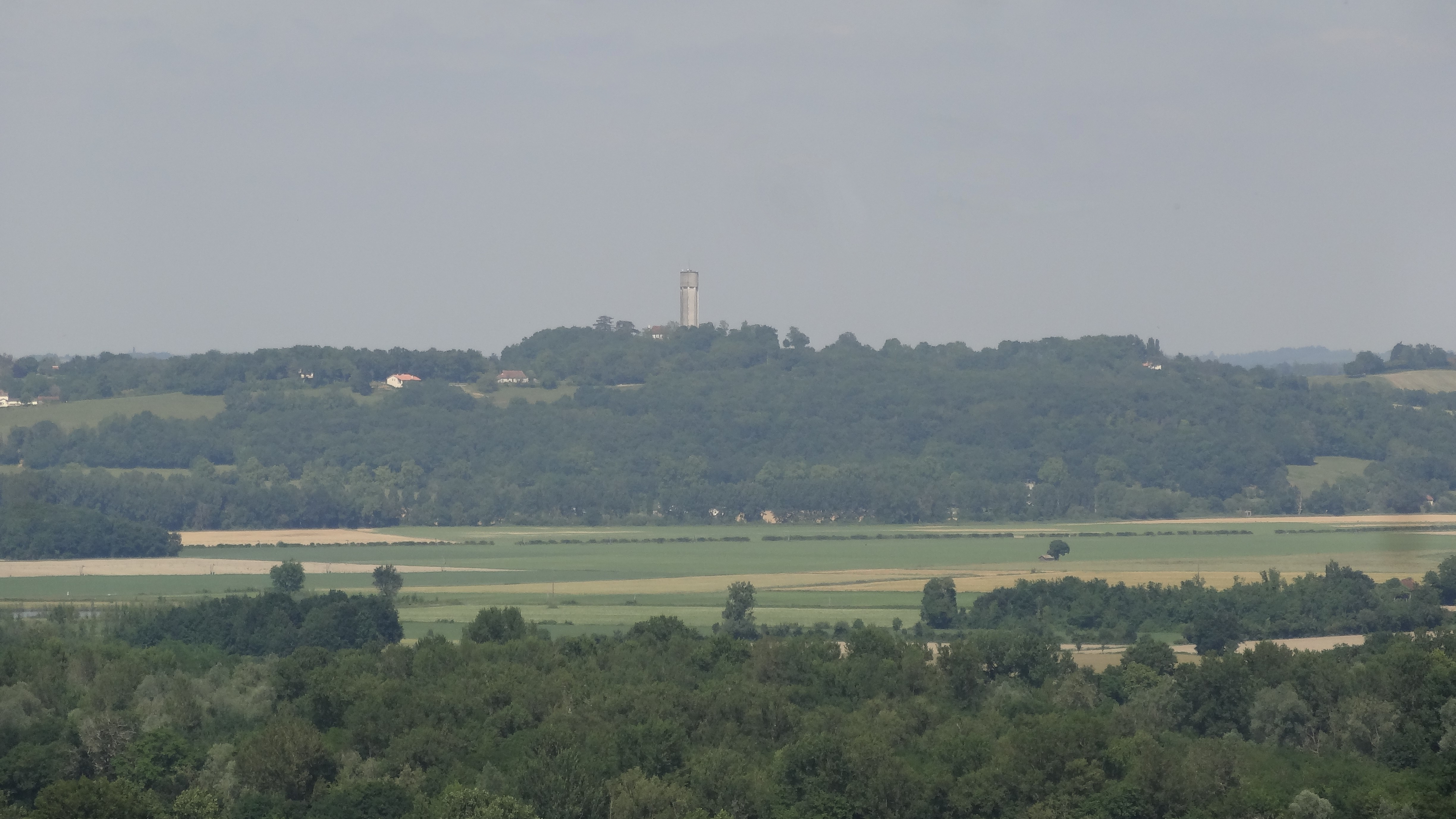
Château d'eau situé au sud-ouest du village photographié depuis les hauteurs de Goux.

- Église Saint-Césaire (archevêque d’Arles mort en 542).

C'est un édifice du VIe siècle, mutilé durant les guerres de Cent Ans et de Religion.
La disposition du chevet arrondi, voûté en pierre en cul de four, la petite baie romane qui l’éclaire au levant permettent de penser qu’il s’agit d’un des plus anciens monuments religieux du diocèse d’Auch.
Le clocher carré est surmonté d’une flèche à huit pans couverte d’ardoise. Le portail roman en partie ruiné, s’ouvrait au sud. La nouvelle entrée est à l’ouest sous un emban. La nef  est rectangulaire et l’abside profonde. L’autel tombeau en bois avec tabernacle doré date du XVIIIe classé MH, en arrière une Crucifixion avec la Vierge Marie et saint Césaire se détachent sur un paysage peint sur le fond de l’abside.
Dans la nef  un tableau représente la Trinité : Dieu, le Christ, la colombe sainte auxquels sont associés La Vierge, saint Joseph et des anges. On trouve aussi un tableau représentant la Sainte Famille 
L’église possède une émouvante pietà, une belle chaire néogothique, un confessionnal ouvragé, une grille de communion en fer forgé et une tribune à balustres.
- Vestiges archéologiques du château de Latran.
- Château de Latran[30].
- Château de La Roque, reconstruit vers 1755[30].